# NGC 669
NGC 669 (również PGC 6560 lub UGC 1248) – galaktyka spiralna (Sab), znajdująca się w gwiazdozbiorze Trójkąta. Odkrył ją Édouard Jean-Marie Stephan 28 listopada 1883 roku.